# Merdeala
Merdeala – wieś w Rumunii, w okręgu Prahova, w gminie Poseștii. W 2011 roku liczyła 3 mieszkańców.